# Annette Charlesová
Annette Charlesová (nepřechýleně Charles, 5. března 1948, Los Angeles, Kalifornie, Spojené státy americké – 3. srpna 2011, Los Angeles, Kalifornie, Spojené státy americké) byla americká herečka.
Její nejznámější rolí byla Charlene „Cha Cha“ DiGregorio ve filmu Pomáda. Také se častokrát objevovala v televizi.
Narodila se jako Annette Cardona v Los Angeles v Kalifornii. Pod tímto jménem byla učitelkou řečnictví na California State University v Northridge.
Zemřela 3. srpna 2011 v Los Angeles na rakovinu plic.

## Filmografie
- 1987: Magnum (TV seriál) Maria Torres
- 1985: Latino Marlena (uvedena jako Annette Cardona)
- 1981: Musical Comedy Tonight II (TV film)
- 1980: The Incredible Hulk (TV seriál) Rita
- 1979: Can You Hear the Laughter? The Story of Freddie Prinze (TV film) Billy
- 1979: In Search of Historic Jesus (dokumentární) Máří Magdalena
- 1978: Centennial (TV minisérie) Senora Alvarez
- 1978: Pomáda Cha Cha DiGregorio
- 1977: Man from Atlantis (TV seriál) Ginny Mendoza (uvedena jako Annette Courset)
- 1976: The Bionic Woman (TV seriál) Elora / Emerald (1976–1977)
- 1974: Barnaby Jones (TV seriál) Angela / Lucy Stahl (1974–1977)
- 1972: Emergency! (TV seriál) Mrs. Harrow / Wife (1972–1974)
- 1972: Banacek (TV seriál) Cecelia Gomez (uvedena jako Annette Cardona)
- 1972: Bonanza (TV seriál) Carmen
- 1972: The Mod Squad (TV seriál) Cory (uvedena jako Annette Cardona)
- 1970: Gunsmoke (TV seriál) Rita (uvedena jako Annette Cardona)
- 1970: The Flying Nun (TV seriál) Louisa (uvedena jako Annette Cardona)
- 1968: The High Chaparral (TV seriál) Jill